# سه دلباخته
سه دلباخته فیلمی به کارگردانی حاتم گرجی، جمشید شیبانی و نویسندگی جمشید شیبانی ساختهٔ سال ۱۳۵۶ است.

## بازیگران
- منوچهر وثوق
- علی میری
- سردار
- نظیره
- نوبر